# Nathalie Barthoulot

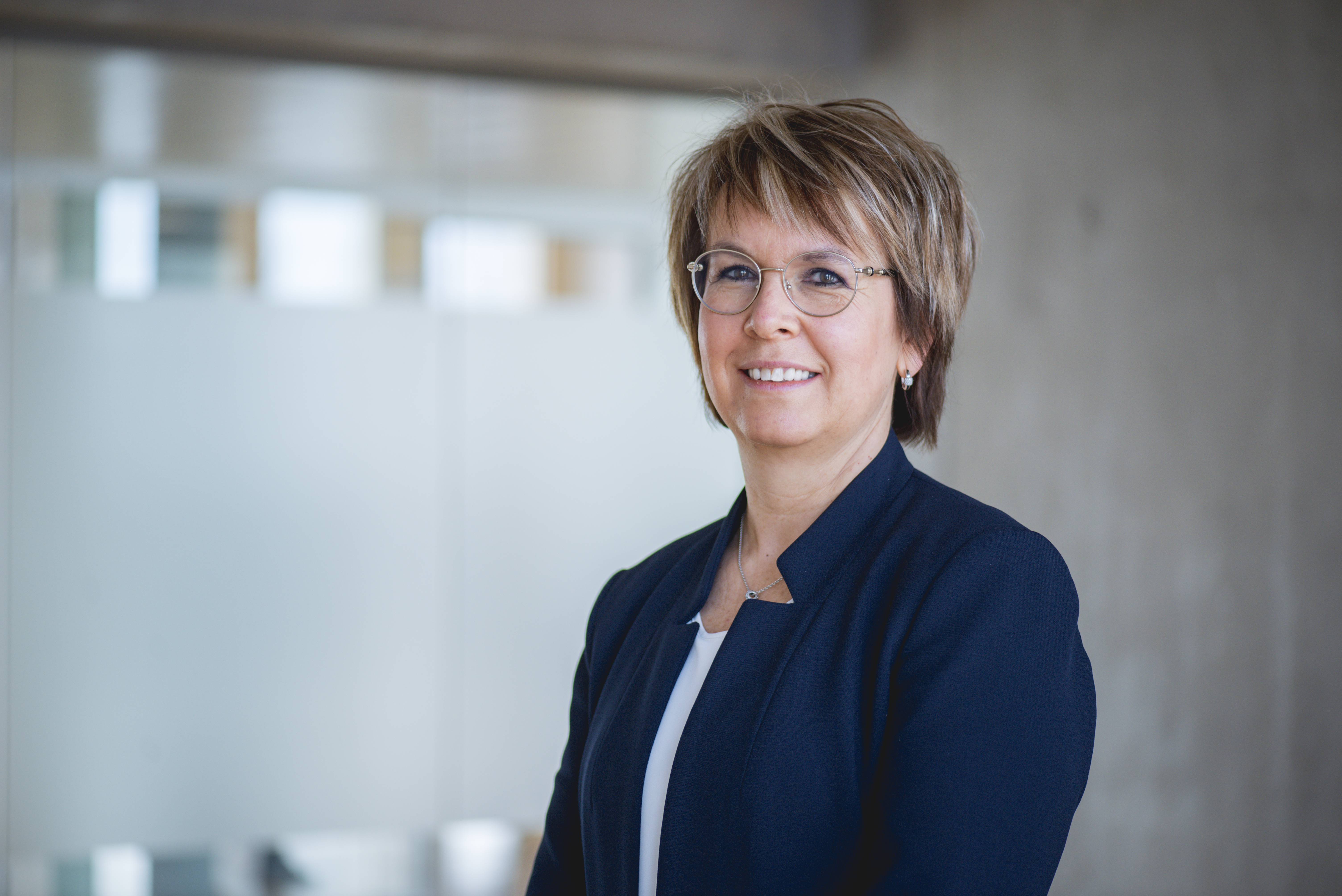
Nathalie Barthoulot (2021)

Nathalie Barthoulot (geboren 31. August 1968 in Delémont) ist eine Schweizer Politikerin (SP). Sie ist seit 2016 Ministerin des Kantons Jura.

## Leben

### Herkunft, Ausbildung und Beruf
Barthoulot besuchte von 1984 bis 1987 das Gymnasium in Pruntrut. Von 1987 bis 1991 studierte sie an der Universität Neuenburg und schloss mit einem Lizentiat in Ökonomie ab. Danach arbeitete sie als Treuhänderin und in einem Industrieunternehmen. Später war sie Wirtschaftslehrerin und von 2009 bis 2015 Generaldirektorin des Centre jurassien d’enseignement et de formation (CEJEF).

### Politik
Barthoulot trat 1990 der SP bei. Von 1996 bis 1998 war sie Fraktionssekretärin der SP Jura.
1998 wurde Barthoulot ins jurassische Parlament gewählt, das sie 2007 auch präsidierte. Sie verliess das Parlament, als sie 2009 das Amt als Generaldirektorin der CEJEF antrat. 2015 wurde sie in die Regierung des Kantons Jura gewählt. Das Amt trat sie 2016 an. Sie steht dem Innendepartement vor. 2017 und 2021 wurde sie Regierungspräsidentin.

### Privates
Barthoulot ist verheiratet und hat drei Kinder. Sie wohnt in Courtételle.